# フォーリング・イン・ラヴ、アゲイン
『フォーリング・イン・ラヴ、アゲイン』（Falling in love, again）は、日本のジャズ・ピアニスト、小曽根真が2007年に発表したスタジオ・アルバム。全曲とも小曽根のピアノ独奏で、アルバム『ブレイクアウト』（1994年）以来13年振りのソロ・ピアノ作品集となった。カバー8曲と、オリジナルの即興演奏5曲が収録されている。
本作のレコーディングでは、ヤマハのグランド・ピアノ「CF-IIIS」が使用された。
本作は、『Swing Journal』誌によって第7期第88弾ゴールドディスクに選定された。

## 収録曲
特記なき楽曲の作曲は小曽根真による。
1. スターティング・オーヴァー - "(Just Like) Starting Over" - 6:06
  - ジョン・レノンが1980年に発表した曲のカバー。
2. インプロヴィゼーション #1 - "Improvisation #1" - 1:47
3. ホワット・マイト・ハヴ・ビーン - "What Might Have Been" - 6:48
  - マイク・スターンがアルバム『ヴォイセズ』（2001年）で発表した曲のカバー。
4. マーサ・マイ・ディア - "Martha, My Dear" - 4:01
  - ビートルズがアルバム『ザ・ビートルズ』（1968年）で発表した曲のカバー。
5. インプロヴィゼーション #6 - "Improvisation #6" - 1:49
6. インプロヴィゼーション #3 - "Improvisation #3" - 3:07
7. "Story" - 6:52
  - AIが2005年に発表した曲のカバー。
8. ターン・アウト・ザ・スターズ - "Turn Out the Stars" - 5:18
  - ビル・エヴァンスがジム・ホールとの共演アルバム『インターモデュレーション』（1966年）で発表した曲のカバー。
9. インプロヴィゼーション #4 - "Improvisation #4" - 2:32
10. エンハーモニー - "Enharmonie" - 6:45
  - 塩谷哲がアルバム『グイードの手』（2006年）で発表した曲のカバー。
11. ローラズ・ドリーム - "Laura's Dream" - 8:52
  - アストル・ピアソラのカバー。
12. インプロヴィゼーション #5 - "Improvisation #5" - 2:20
13. シー - "She" - 5:14
  - シャルル・アズナヴールが1974年に発表した曲のカバー。エルヴィス・コステロによるカバーでも知られる。